# UNICA
UNICA is een netwerk van Europese universiteiten die meestal in de hoofdstad van het betreffende Europese land gesitueerd zijn. Het kantoor van de organisatie bevindt zich in de Universitaire Stichting in Brussel. 
Unica staat voor Réseau des Universités des Capitales.

## Leden
Er zijn 42 universiteiten lid van het samenwerkingsverband:
| Land                | Universiteit                              |
| ------------------- | ----------------------------------------- |
| Albanië             | Universiteit van Tirana                   |
| Albanië             | Technische Hogeschool van Tirana          |
| België              | Vrije Universiteit Brussel                |
| België              | Université Libre de Bruxelles             |
| Bulgarije           | Sofia Universiteit St. Kliment Ohridski   |
| Cyprus              | Universiteit van Cyprus                   |
| Duitsland           | Vrije Universiteit Berlijn                |
| Duitsland           | Humboldt Universiteit van Berlijn         |
| Denemarken          | Universiteit van Kopenhagen               |
| Estland             | Technische Universiteit Tallinn           |
| Estland             | Universiteit van Tallinn                  |
| Finland             | Universiteit van Helsinki                 |
| Frankrijk           | Sorbonne Université                       |
| Frankrijk           | Université Sorbonne-Nouvelle              |
| Frankrijk           | Universiteit van Parijs IX Paris-Dauphine |
| Griekenland         | Universiteit van Athene                   |
| Hongarije           | Loránd Eötvös Universiteit                |
| Ierland             | University College Dublin                 |
| Italië              | Universiteit van Rome La Sapienza         |
| Italië              | Universiteit van Rome Tor Vergata         |
| Italië              | Universiteit van Rome Tre                 |
| Kroatië             | Universiteit van Zagreb                   |
| Letland             | Universiteit van Letland                  |
| Litouwen            | Universiteit van Vilnius                  |
| Nederland           | Universiteit van Amsterdam                |
| Noord-Macedonië     | University van Skopje                     |
| Noorwegen           | Universiteit van Oslo                     |
| Oostenrijk          | Universiteit van Wenen                    |
| Polen               | Universiteit van Warschau                 |
| Portugal            | Universiteit van Lissabon                 |
| Roemenië            | Universiteit van Boekarest                |
| Rusland             | Staatsuniversiteit Moskou                 |
| Slowakije           | Comenius Universiteit Bratislava          |
| Slovenië            | Universiteit van Ljubljana                |
| Spanje              | Autonome Universiteit van Madrid          |
| Spanje              | Complutense Universiteit van Madrid       |
| Tsjechië            | Karelsuniversiteit Praag                  |
| Verenigd Koninkrijk | University College London                 |
| IJsland             | Universiteit van IJsland                  |
| Zweden              | Universiteit van Stockholm                |
| Zwitserland         | Universiteit van Lausanne                 |